# Ariopsis felis
Ariopsis felis es una especie de pez de la familia Ariidae en el orden de los Siluriformes.

## Morfología
Los machos pueden llegar alcanzar los 70 cm de longitud total y 5500 g de peso.

## Depredadores
En los Estados Unidos es depredado por Carcharhinus leucas.

## Hábitat
Es un pez  de clima subtropical y asociado a los  arrecifes de coral.

## Distribución geográfica
Se encuentra en el Atlántico occidental: desde Massachusetts y el norte del Golfo de México hasta el sur de Florida y México.

## Uso comercial
Es comestible, pero, generalmente, no es consumido.